# Carl Immanuel Philipp Hesse

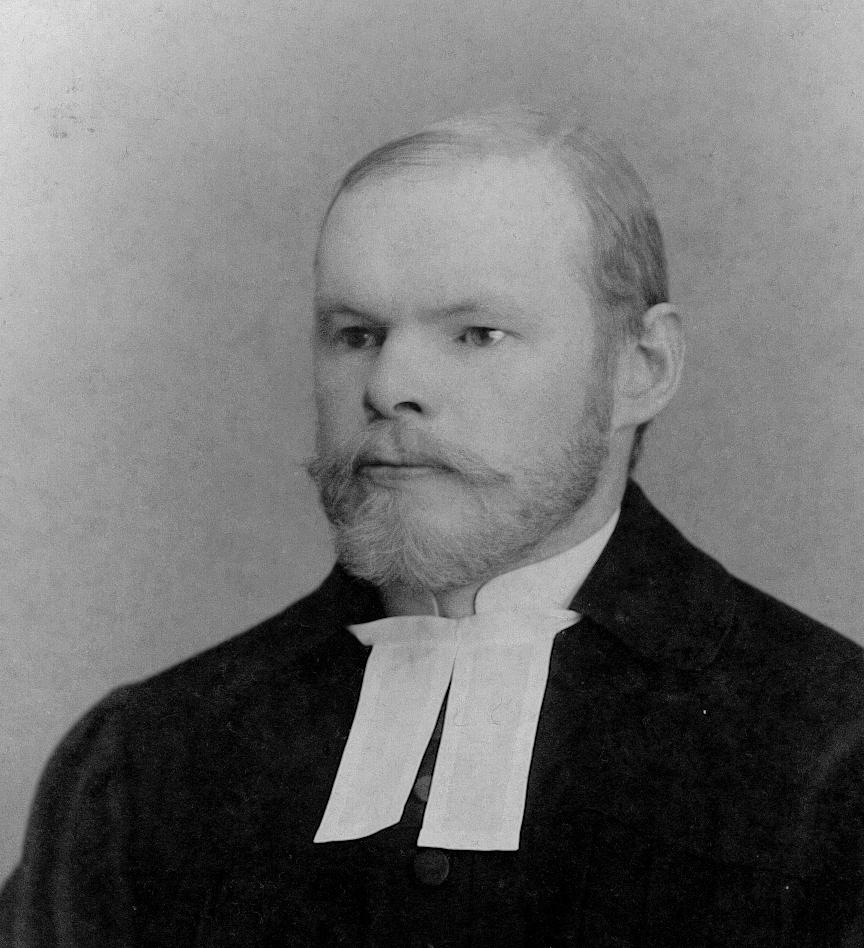
Carl Immanuel Philipp Hesse

Carl Immanuel Philipp Hesse (* 13. Julijul. / 25. Juli 1875greg. im Pastorat von Sangaste, Gouvernement Livland, Russisches Kaiserreich; † 18. Dezember 1918greg. in Schloss Wrangelstein in Virumaa, Estland), auch Karl Immanuel Hesse geschrieben, war ein deutsch-baltischer Pastor. Er gilt als evangelischer Märtyrer und ist auf dem Rigaer Märtyrerstein verzeichnet.

## Leben

### Familie, Jugend und Ausbildung

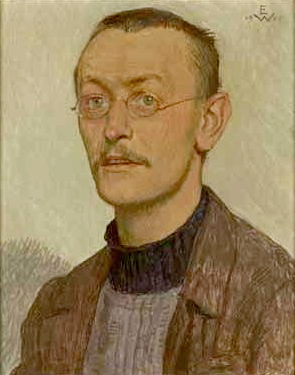
Hermann Hesse

Carl Immanuel Hesse wurde als sechster Sohn des Pastors Theodor Heinrich Renatus Hesse (1837–1927) und der Wilhelmine Catharina Elisabeth Hesse (1840–1913) geboren. Johannes Hesse, der Vater Hermann Hesses, war sein Onkel. Seine älteren Brüder waren Eduard Alexander Hesse (1865–1930), Robert Balthasar Hesse (1866–1875), Albert Freimund Daniel Hesse (1869–1941) und Herman Felix Hesse (* 1872), seine ältere Schwester Elisabeth Sophie Hesse (1867–1881); er hatte also zahlreiche Geschwister.
Carl Immanuel Hesse wurde zunächst in der „Hausschule“ des Pastorats gründlich unterrichtet. Danach besuchte er das Gymnasium in Arensburg (Kuressaare auf Saaremaa) und die Domschule zu Reval (Tallinn), anschließend folgte sein Studium an der Kaiserlichen Universität Dorpat. Am Sonntag, dem 30. Maijul. / 12. Juni 1904greg., wurde er in der Stadtkirche zu Viljandi ordiniert.
Verheiratet war Carl Immanuel Hesse mit Magdalene Aline, geborene Lemm (1876–1944), einer Tochter des Generalsuperintendenten Daniel von Lemm.

### Pastor in Jõhvi

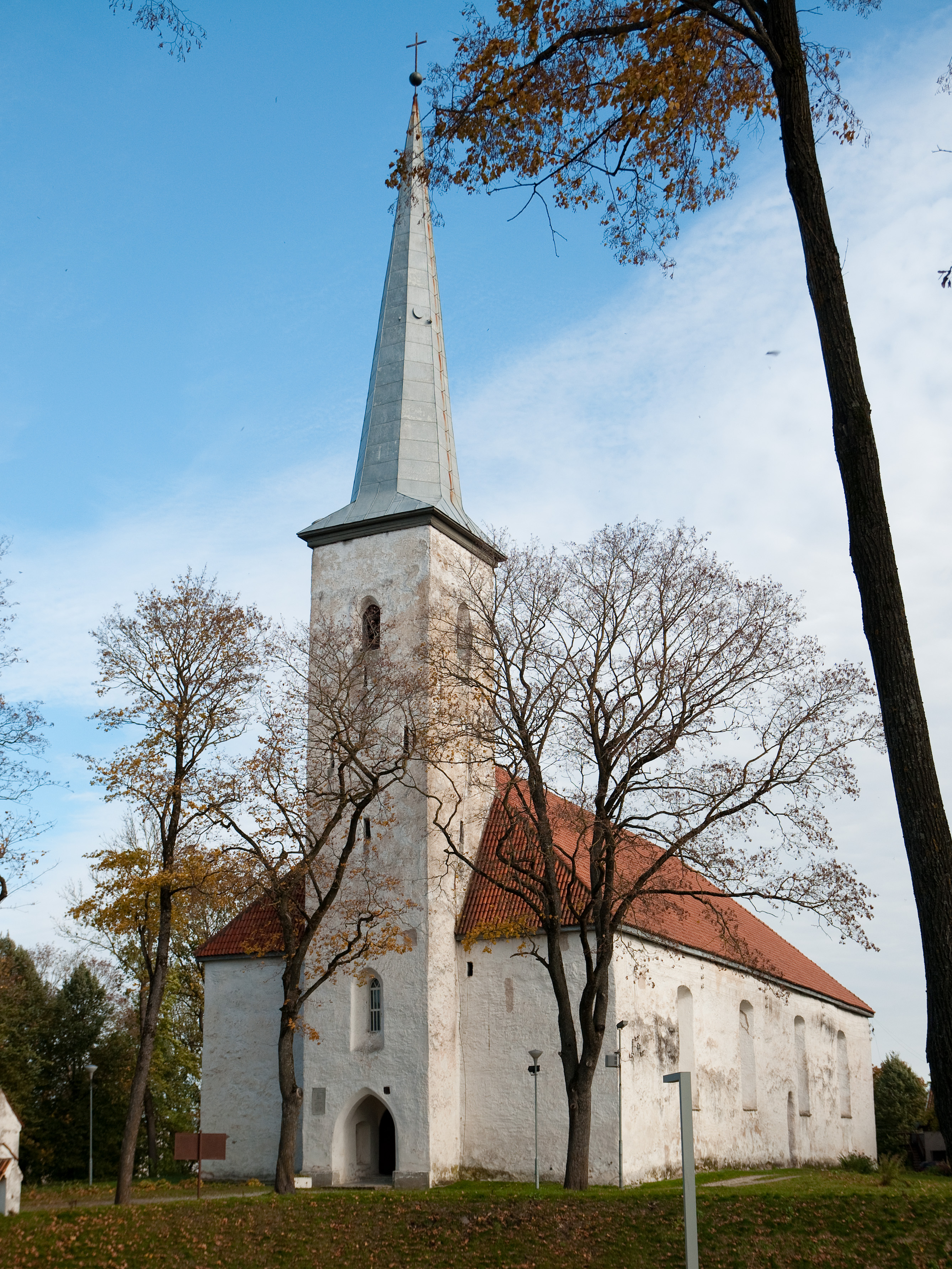
Kirche zu Jõhvi

Nach seinem Vikariat wurde Immanuel Hesse am 14. Junijul. / 27. Juni 1907greg. als Nachfolger Th. Christophs mit zehn gegen sieben Stimmen zum Pastor von Jõhvi (deutsch: Jewe) gewählt. Gegenkandidaten waren der deutsch-baltische Pastor Paucker und der estnische Pastor Jalajast. Die estnischen Pastoren Steinberg, Sitska und Mohrfeld hatten vor der Wahl ihre Kandidatur zurückgezogen.
Im Juli wurde das Konsistorium von einem Teil der Kirchenvormünder gebeten, die Wahl zu annullieren. Ein Grund war, dass eine Stimme schriftlich ohne Unterschrift abgegeben worden war, ein anderer der Ausschluss des Gutes Sophienhof von der Wahl. Das Gut gehörte zwar Bauern, zahlte aber alle Kirchenabgaben und kam allen Verpflichtungen nach. Das Konsistorium wurde darauf hingewiesen, dass es dem Glaubensleben schaden könne, wenn der Pastor gegen den Willen der Gemeinde eingesetzt werde. Die nicht unterschriebene Stimme war allerdings gegen Hesse gerichtet und wurde erst aufgrund einer entsprechenden Abstimmung des Konvents akzeptiert.
Am Sonntag, dem 11. Novemberjul. / 24. November 1907greg., erfolgte schließlich Hesses Amtseinführung, die in einer gut gefüllten Kirche ohne Zwischenfälle ablief. Vor dem Gottesdienst erhielt er von den estnischen Kirchenvormündern ein silbernes Ehrengeschenk. Dies deutete darauf hin, dass Hesse bereits in der kurzen Zeit vor seiner Amtseinführung trotz der Unregelmäßigkeiten bei der Wahl ein gutes Verhältnis zu seiner Gemeinde aufbauen konnte, obwohl er als rhetorisch unbegabt galt.
Anfangs war er sehr humorvoll, die zunehmende Arbeit für die große Gemeinde mit 13.000 Mitgliedern formte ihn aber zu einem zwar fröhlichen, doch eher stillen Menschen, der einen großen Ernst ausstrahlte.
Im September 1909 hielt er auf der Beerdigung des ehemaligen Ritterschaftssekretärs Harald Baron Toll in Tallinn eine deutsche und eine estnische Ansprache.
Am 25. Dezember 1909jul. / 7. Januar 1910greg. wurde er Vater von Irene Hesse (verheiratete Paulsen; † 1990), am 10. Septemberjul. / 23. September 1911greg. von Walter Hesse (†), am 15. Julijul. / 28. Juli 1913greg. von Herbert Hesse († 1988) und am 28. Apriljul. / 11. Mai 1917greg. von Erich Hesse († 1979).

### Verbannung und Anschlagsversuch
Immanuel Hesses pastorale Arbeit verlief erfolgreich, deshalb erschien seine plötzliche Verbannung nach Sibirien im Jahre 1915, also während des Ersten Weltkrieges, unerwartet. Neun weitere estländische Pastoren teilten sein Schicksal. Angeblich hatten sie Spenden für die Leipziger Mission im verfeindeten Deutschland erhalten. Nach neun Monaten durften sie zurückkehren; die Verbannung wurde von offizieller Seite als „Versehen“ bezeichnet.

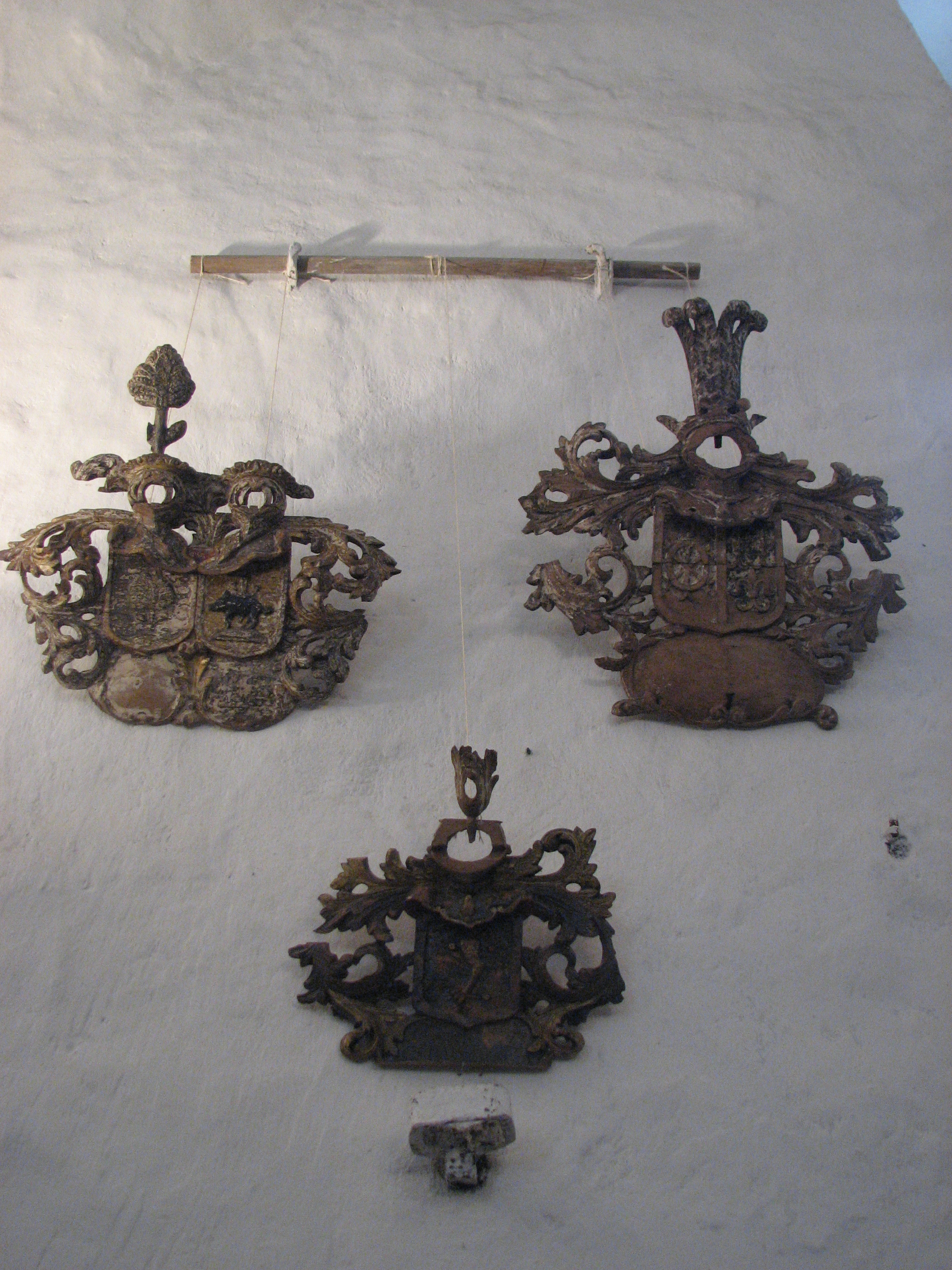
Wappen in der Kirche

Kurz nach der Rückkehr der Pastoren brach die Februarrevolution 1917 aus, die sich auch auf Jõhvi auswirkte. So kam es auch zu Hausdurchsuchungen im Pastorat. Dabei wurde nach Waffen und Kaiserbildern gesucht. Alte Darstellungen von Kirchenpatronen im Kirchengebäude wurden zerstört.
Zu einem folgenschweren Vorfall sollte es bei einer Konfirmation einer großen Gruppe im Frühling 1918 kommen. Ein 21-Jähriger lachte bei der Einsegnung, weshalb der Pastor ihn vom Abendmahl ausschloss. Der junge Mann war beleidigt; es kam zu mehreren Racheplänen. So wurde ein Anschlagsversuch auf Hesse während einer langen Fahrt zu einem entfernt gelegenen Hof, auf dem eine Hochzeit stattfand, unternommen. Der Plan, den Pastor auf dem Rückweg abzufangen, scheiterte allerdings, da er gewarnt wurde und auf einem anderen Weg zurückkehrte.
Am 1. März 1918 kam es zur deutschen Besetzung Jõhvis. Dadurch wurden kommunistisch motivierte Übergriffe für eine gewisse Zeit verhindert.
Am 29. November wurden die deutschen Truppen abgezogen.

### Flucht

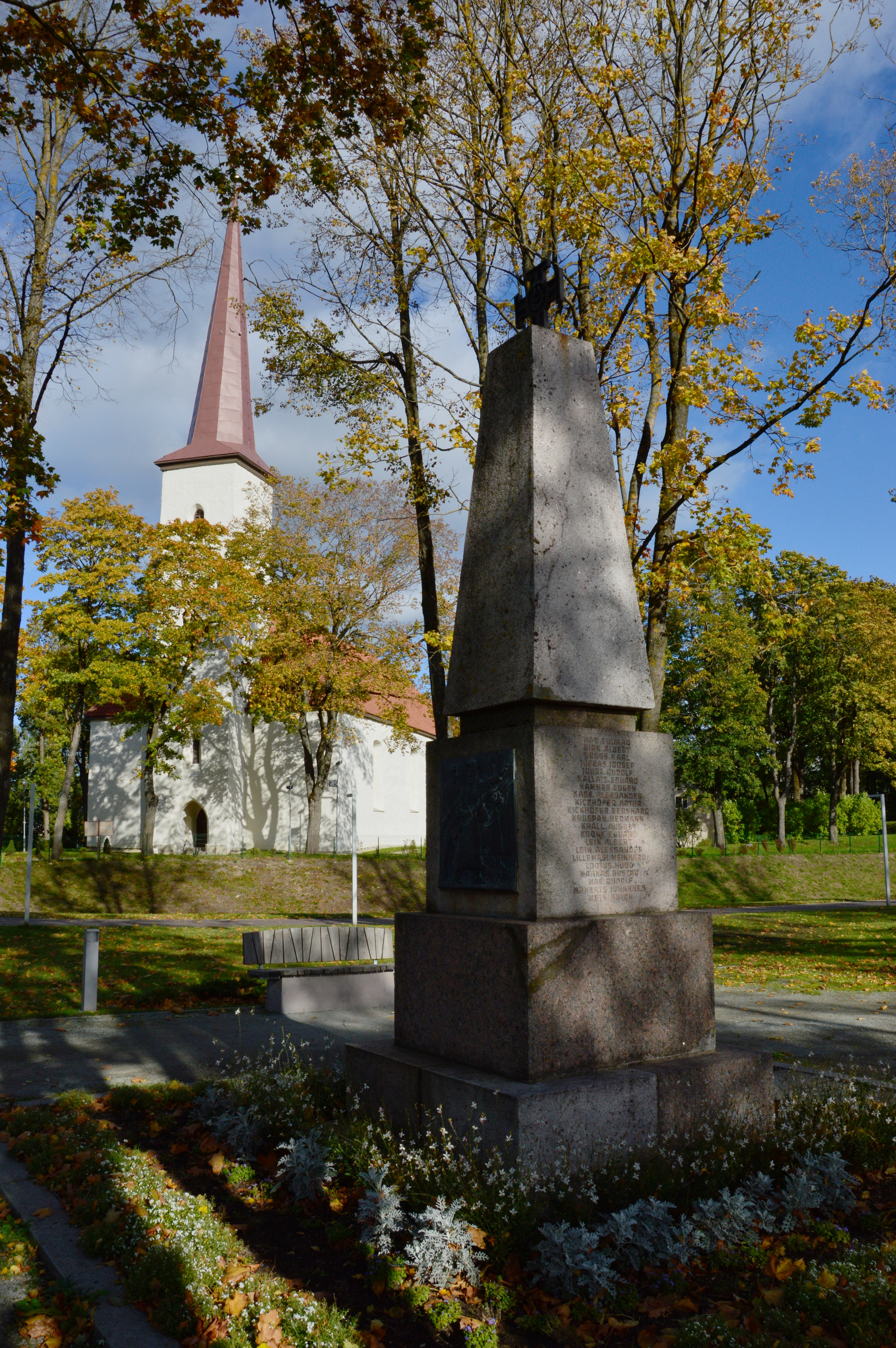
Freiheitskriegs-Denkmal in Jõhvi

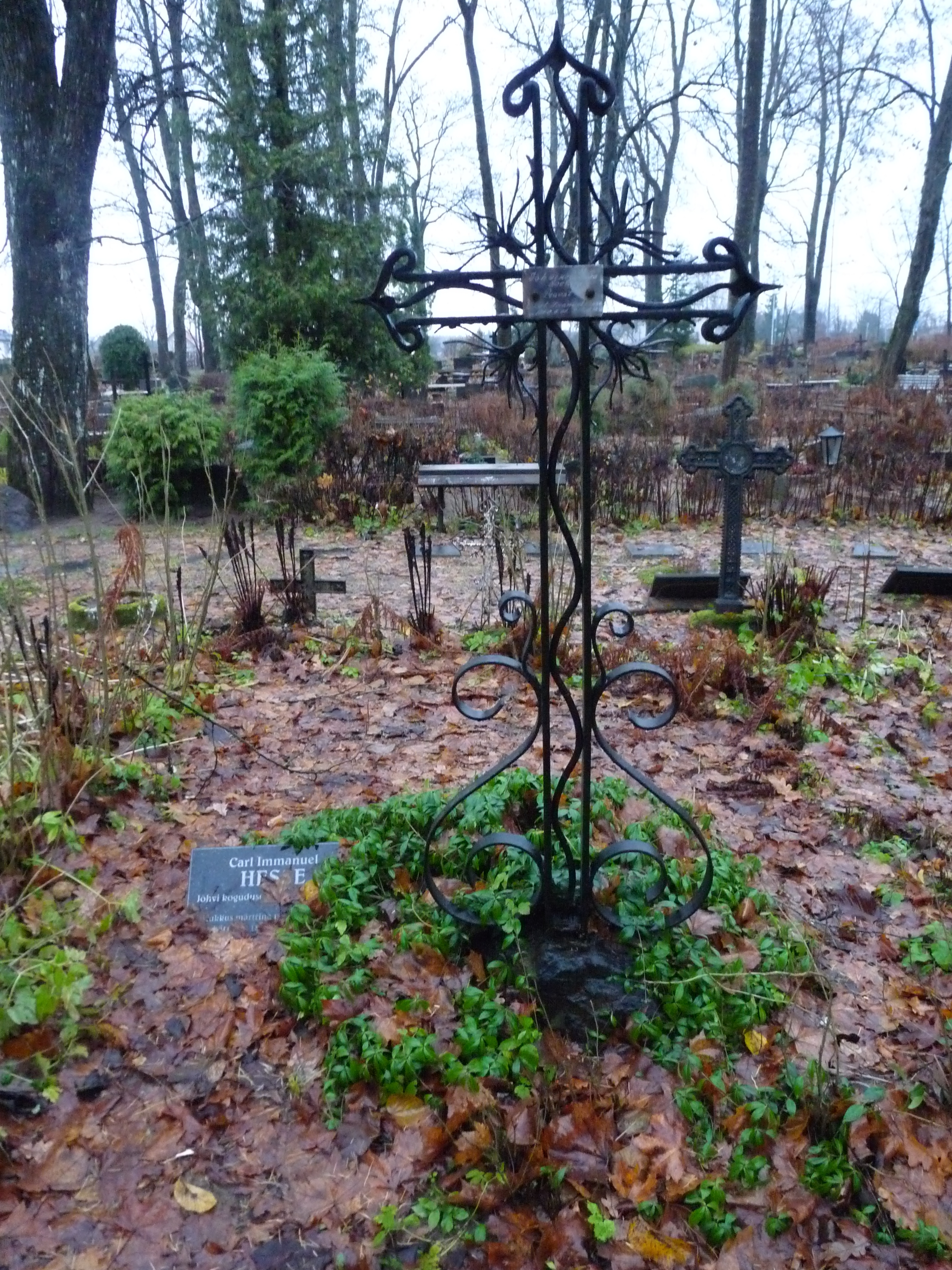
Carl Immanuel Hesses Grab

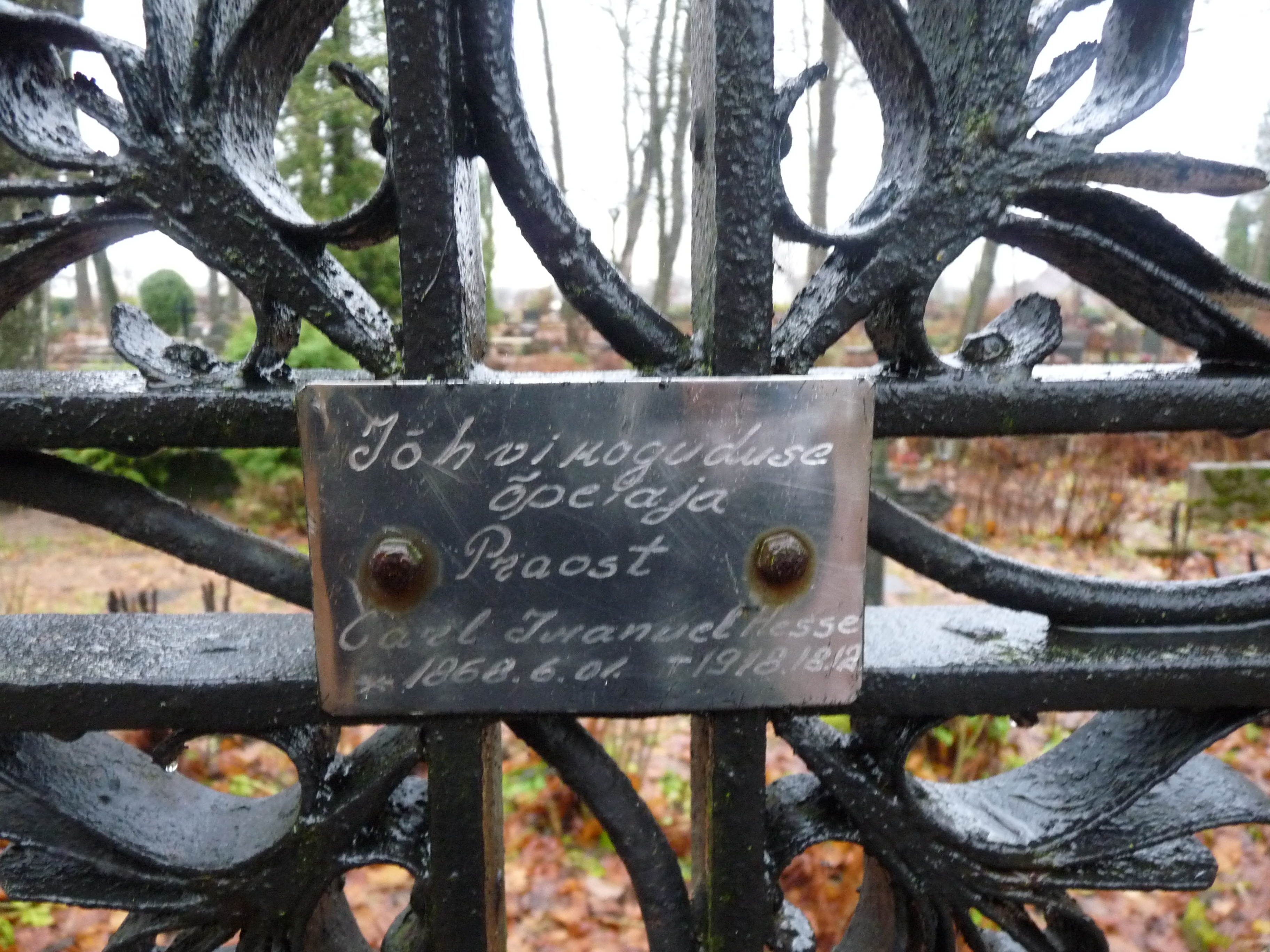
Platte an Hesses Grabkreuz

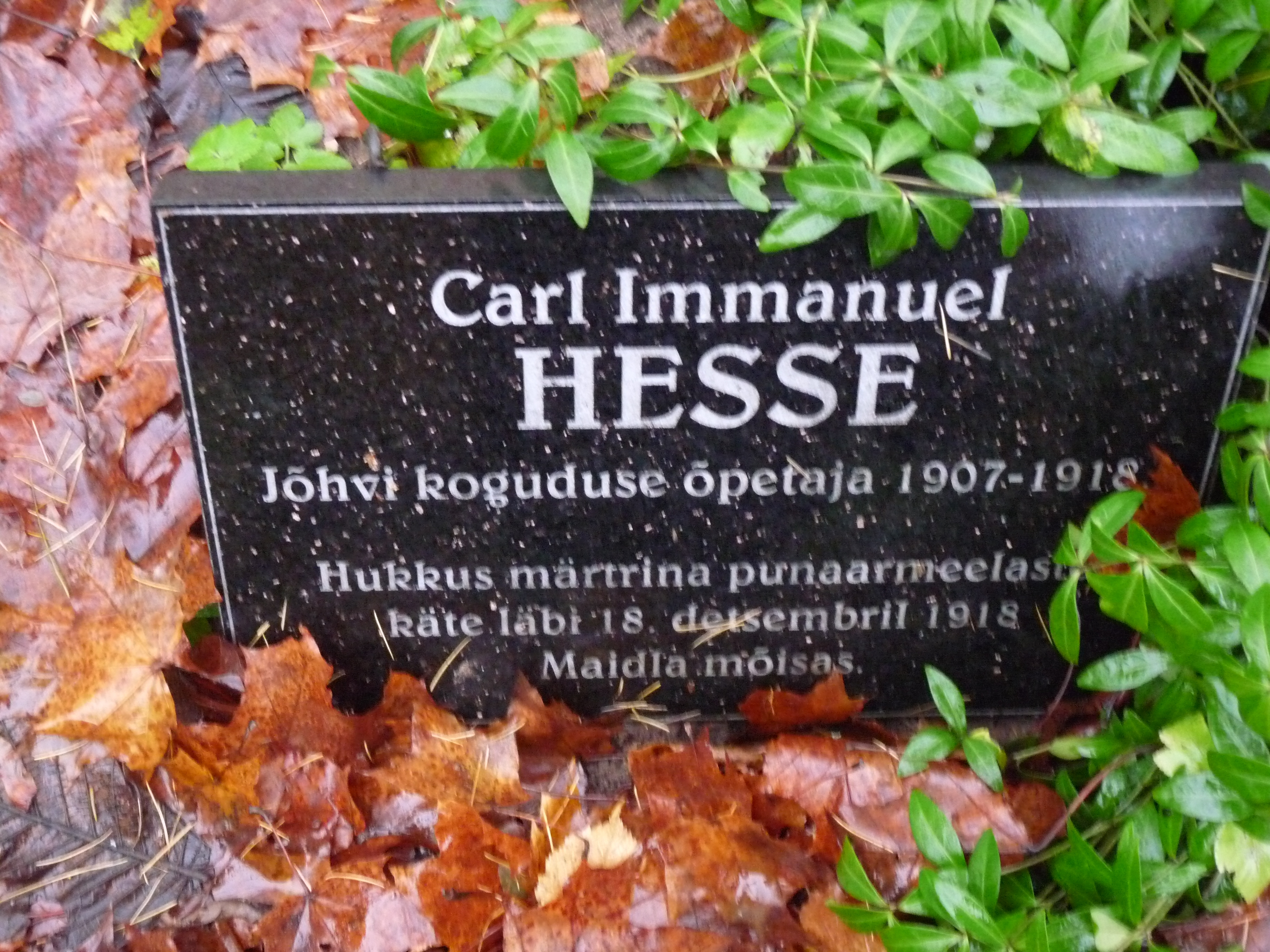
Immanuel Hesses Grabstein

Während des nun folgenden Estnischen Freiheitskrieges besetzte die Rote Armee Narva (deutsch: Narwa). Es war jetzt nur noch eine Frage der Zeit, bis sie auch in Jõhvi einmarschierte. In dieser Situation brachte Immanuel Hesse seine Frau und seine vier jungen Kinder zu einem abgelegenen Bauernhof in Sicherheit.
Er selbst begab sich wieder ins Pastorat und hielt am Folgetag, dem ersten Adventssonntag, die Predigt. Danach suchte er ein Gut auf, um die Bewohner zur Evakuierung zu motivieren. Dann leistete er einer notleidenden Flüchtlingsfamilie Hilfe. Erst nach diesen Verrichtungen begab er sich wieder zu seiner Familie. Auf der Fahrt bekam er die Auswirkungen der Oktoberrevolution zu spüren: Er wurde nicht mehr gegrüßt, sondern von Vielen als Deutscher beschimpft. Als er den Bauernhof, der seine Familie beherbergte, erreichte, sagte der Bauer, er könne ihnen nicht länger Unterschlupf gewähren, da er sonst seinen Hof zu sehr gefährde.
Der Pastor fuhr daraufhin mit seiner Familie in die Nachbargemeinde. Dort fand er Aufnahme bei einem alten Lehrer. An diesem abgelegenen Ort konnte er noch für zweieinhalb Wochen die Gesellschaft seiner Familie genießen. Was über die Vorgänge in der Umgebung erzählt wurde, erschien aber immer bedrohlicher, vor allem für seine Frau. So betete er an dem letzten Abend, den er hier verbrachte, gemeinsam mit ihr Worte aus Psalm 27 (Ps 27,1–14 ): „Der HERR ist mein Licht und mein Heil...“ und, zusätzlich:

„Und wenn es sein kann, bewahr’ uns vor einem schnellen Tode.“

Hesses Frau berichtete später, er habe keinerlei Angst gezeigt, sei sich der Gefahr, in der er schwebte, aber voll bewusst gewesen. Am nächsten Morgen meinte Hesse:

„Gott sei Dank, wieder eine ruhige Nacht.“

### Gewaltsamer Tod
Wenig später kamen estnische Rotarmisten, um Immanuel Hesse festzunehmen. Der oben erwähnte ehemalige Konfirmand hatte verraten, wo Hesse zu finden war. Der Pastor hatte zwei Stunden Zeit, um seine Angelegenheiten zu regeln. Ein letztes Mal feierte Hesse das Abendmahl, gemeinsam mit seiner Frau. Danach bat er sie, ihm noch einmal Psalm 27 vorzulesen, weil er die Befürchtung äußerte, die Bolschewiki könnten von ihm verlangen, seinem Glauben abzuschwören. Danach verabschiedete er sich von seiner Familie.
Hesse wurde nach Schloss Wrangelstein gebracht, das 10 km entfernt lag und den Bolschewiki als Hauptquartier diente. Auch sein Gastgeber, der Lehrer, wurde in das Schloss gebracht, wurde aber noch am selben Abend freigelassen, so dass er berichten konnte, wie der Pastor verspottet wurde: „Du bist wohl gekommen, uns hier das Abendmahl zu reichen?“ Es folgte das Verhör Hesses. In einem Protokoll, das später gefunden wurde, stand die Beschuldigung, er sei vor der Roten Armee geflohen, was ihn als Konterrevolutionär entlarvt habe.

Einem mündlichen Bericht zufolge soll Carl Immanuel Hesse aufgefordert worden sein, eine Erklärung zu unterschreiben, mit der er alles, was er je gepredigt hatte, als Lüge bezeichnen sollte. Hesse soll sich geweigert, die Erklärung zerrissen und dem Richter vor die Füße geworfen haben. Weitere Quellen zu diesem Vorfall fehlen, weil Protokolle, wenn überhaupt, sehr oberflächlich geführt wurden. In manchen Berichten heißt es, dass ihm die Augen ausgestochen wurden,
in anderen, dass man ihm die Zunge herausgeschnitten habe und er am eigenen Blut erstickt sei.
Einem anderen Bericht zufolge wurde er erst im Morgengrauen an einem Flussufer erschossen. Auch an der Erschießung nahm der erwähnte Ex-Konfirmand teil, der wenig später im Gefecht fiel. Oskar Schabert kommentierte die Vorgänge um Hesse in seinem Baltischen Märtyrerbuch mit Psalm 27, Vers 13: „Ich glaube aber doch, dass ich sehen werde das Gute des HERRN im Lande der Lebendigen.“